# Великая Малиновка (Узденский район)
Великая Малиновка (бел. Вялі́кая Малі́наўка) — деревня в Узденском районе Минской области Республики Беларусь. В составе Хотлянского сельсовета.

## География
Пролегает дорога Р69.
Ближайшие населённые пункты Вороновка, Великая Каменка, Малая Каменка, Чирвоный Клин и др.

## История
До 1 апреля 1960 года деревня входила в состав Шацкого сельсовета.

## Население

### Численность
- 2019 год — 20 человек

### Динамика
- 2009 год — 32 человек (перепись населения)[3]
- 2019 год — 20 человек (перепись населения)